# Védegylet (reformkor)
A Védegylet a magyarországi ipar védelmére 1844. október 6-án létrehozott egyesület. Tagjainak száma 600 körül volt.

## Előzmények
A reformkor törekvései között fontos helyet foglalt el a hazai gazdaság felemelkedése. A liberálisok kezdetben a szabad piac eszméjét hirdették. 1842-ben Kossuth az ipartámogatás mellett érvelve egyik cikkében kifejtette, hogy amint az
egyes embernek szüksége van az erősb elleni ótalomra, s csak ép ezáltal lesz szabaddá, ép úgy a gyöngébb - azaz nemzetgazdasági szempontból szólva - fejletlenebb nemzetnek is ótalomra van az erősb ellen szüksége, különben közöttük az úgynevezett kereskedési szabadság olly forma lesz, minő van a boros hordó s a pincér között, aki azt szabadon csapra üti.
Mivel az 1843-44-es pozsonyi országgyűlésen az önálló magyar vámterület törekvése kudarcot vallott, a reformellenzék ezért a társadalmi mozgalmaktól, szervezkedésektől remélhette a hazai ipar eredményes támogatását. Kossuth megfogalmazásában:
csak társadalmi erélyes mozgalmak segítségével lehet ahoz remény, hogy csendes uton olly átalakulás eszközöltessék, minőt sok más helyütt csak forrongó rázkódtatás eszközölhetett.

## Alapítása
A Védegylet megalapítását először megyei szinten - Tolnában - a Perczel fivérek kezdeményezték még 1842-ben. A tagok arra kötelezték magukat, hogy hat évig csak hazai fogyasztási cikkeket vásárolnak. Példájukat Zala és Veszprém vármegyében is követték. A zalai védegylet alakuló ülést 1843. február 14-én tartották a zalaegerszegi megyeházán, és vezetőségében Deák Ferenc és Csány László  mellett ott volt a megye egész szabadelvű vezérkara, valamint kereskedő és gyáros polgárok is. A korábban megalapított zalai védegyletnek is új lendületet adott az Országos Védegylet 1844. októberi megalakulása. Az országos mozgalom keretében Zala vármegyében szerveződött meg a legtöbb védegyleti osztály, azaz összesen 14.
1844. október 6-án az országgyűlési alsótábla üléstermében hozták létre az Országos Védegyletet, melynek elnökévé gróf németújvári Batthyány Kázmért, alelnökévé gróf széki Teleki Lászlót választották. Az igazgató Kossuth Lajos lett.
Az alakuló gyűlésén elfogadott alapszabályai szerint a külföldi árut ki kell szorítani a hazai piacról, amelyet a honi ipar számára kell biztosítani. A Védegylet tagjai becsületszóra megfogadták, hogy hat évig csak magyarországi árut vásárolnak: csak magyar mesterembereknél dolgoztatnak és olyan iparcikkből nem vesznek külföldit, amelyből belföldit is lehet kapni.

## Működése

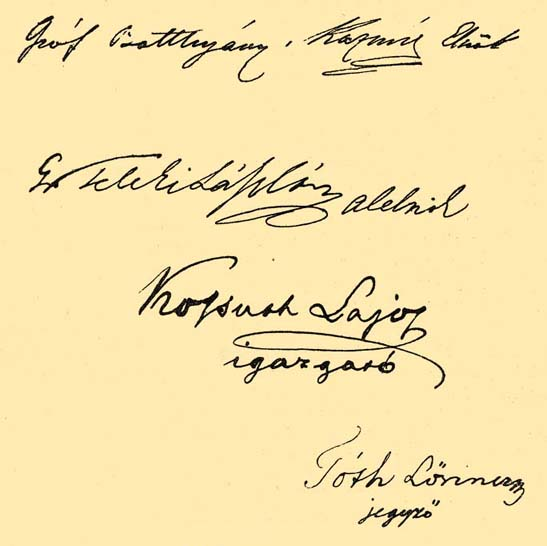
A Védegylet vezetőinek aláírása a testület 1846. június 2-ai jegyzőkönyvén.

A Pesten szervezett központi egyesület mellett azzal szerves összefüggésben lévő vidéki fiókegyesületeket is alapítottak. A mozgalom csúcspontját 1845 nyarán érte el, amikor 146 osztállyal működött.
Első közgyülése 1845. november 17-én volt Pest vármegye dísztermében, 138 vidéki fiókegylet részvéte mellett. Az egyesület hatása alatt igen sok tekintélyes ipartelep létesült Magyarországon – az akkori feljegyzések szerint 95 csak 1845-ben. Még nagyobb volt az eredmény 1846-ban, Kossuth Lajos aktív tevékenysége következtében, aminek elismeréséül a Védegylet Teleki László indítványára őt az egyesület tiszteletbeli elnökévé választotta.
A Védegylet hatása alatt alakult 1 millió pengő forint alaptőkével egy gyáralapító részvénytársaság, melynek alakuló közgyülésén, 1845. április 13-án, Deák Ferenc mondott nagy lelkesedést keltő beszédet. Ugyanezen a gyűlésen szavaztak meg 50 ezer forintot egy vegyészeti-, 30 ezer forintot egy vasműgyár- és 20 ezer forintot egy festőgyár segélyezésére.
A társaság azonban nem fejtett ki hatékony tevékenységet, csendben vegetált, mint a - szintén a Védegylet kebeléből származó - Iparműtár.

## Megítélése
Az iparfejlesztés kossuthi metódusát a liberálisok - pl. Deák - sem fogadták teljes egyetértéssel. Széchenyi pedig az állam gazdaságbefolyásoló, társadalomszervező szerepét egész másként ítélte meg. A konzervatívok ellenpropagandát indítottak: az 1844-ben megszerveződő védegyleti mozgalmat antiliberalizmussal és gazdasági autarchiára törekvéssel vádolták.
A bécsi kormányzat - a József nádor és Szőgyény László kancellár javaslatára - az erőszakos fellépéstől elállt, "csupán" adminisztratív eszközökkel igyekezett működését megnehezíteni.
A Védegylet a hazai ipart a belső fogyasztás, a tudatos vásárlás útján próbálta meg fejleszteni. A kezdeti lendület azonban hamar alábbhagyott. 1846. augusztus 20-án Kossuth lemondott igazgatói tisztéről, a társaság ettől kezdve csak névleg működött.
Politikai értelemben szerepe azonban sokkal fontosabb volt, mivel társadalmi, nemzetiségi, felekezeti különbség nélkül az egész ellenzék egyesítését volt hivatott megvalósítani. Tette ezt - eredeti szándékával ellenkezően - a kormányzat ellenséges magatartására mintegy reagálva.

1903-ban alakult a védegylet tradícióit feltámasztani kívánó szervezet Magyar Védő-Egyesület néven. 1907-ben egyesült az Országos Tulipánkert Szövetséggel. Ez Magyar Védőegyesület néven az 1930-as évek elején még működött.